# تي تو (شركة سعودية)
تي تو ((بالإنجليزية: T2) المعروفة أيضاً بشركة أبحاث وتطوير الأعمال) هي شركة سعودية مقرها الرياض، تأسست عام 2014، وهي متخصصة في البحث والتطوير في قطاع الأعمال.

## التاريخ
تأسست تي تو في عام 2014 على يد عبد الله الدوسري بهدف تقديم حلول للشركات في مختلف القطاعات. أطلقت الشركة نظام RICH، وهي منصة تجمع كل أدوات الاتصال في مكان واحد. في عام 2017، أصدرت ثاني منتج سحابي لها وهو نظام OLE5 للمراسلات الإدارية.
في أغسطس 2021، وقعت تي تو اتفاقية شراكة مع الجمعية السعودية للفصام.
في عام 2022، أطلقت الشركة منصات ناجز وSigmaS وAvailo، مما رفع عدد علاماتها التجارية إلى 17.
في يونيو 2022، وقعت الشركة اتفاقيات استثمار مع شركتي فوري وخزنة المصريتين، بالإضافة إلى خوارزمي فنتشرز، وهو صندوق سعودي لرأس المال الاستثماري في المراحل المبكرة. وكان الهدف من هذه الاتفاقيات، التي وُقِعت خِلال زيارة ولي العهد السعودي الأمير محمد بن سلمان إلى القاهرة، هو تعزيز التكنولوجيا المالية بين السعودية ومصر.
وفي أكتوبر 2022، عقدت T2 شراكة مع شركة علم خِلال حدث جيتكس 2022.
في نوفمبر 2023، تم تعيين ممدوح العقيل رئيساً تنفيذياً خلفاً لعبد الله الدوسري، الذي انتقل إلى منصب العضو المنتدب.
في ديسمبر 2023، أطلقت الشركة Serv، وهي شركة فرعية متخصصة في تقديم الخدمات المهنية، ودخلت في شراكة مع شركة ترجمة لترويج منتجات تكنولوجيا اللغات في السوق السعودية.
في مارس 2024، استحوذت T2 على شركة Promize العمانية الناشئة لتحليل البيانات، ثم في أغسطس 2024، استحوذت على حصة أغلبية في شركة Smart Way Business Solutions الأردنية.
في أكتوبر 2024، خِلال مؤتمر جيتكس 2024، دخلت T2 في شراكة مع شركة Sampo العمانية الناشئة لتعزيز التجارة الإلكترونية في منطقة الشرق الأوسط وشمال أفريقيا، كما استحوذت على حصة كبيرة في شركة Florinz لتعزيز التكامل التكنولوجي والتسويقي.

## النشاط
تقدم T2 حلولاً سحابية يستخدمها أكثر من 350 ألف مستخدم، بما في ذلك الجهات الحكومية والقطاعات الرئيسية. تشمل المنتجات الرئيسية OLE5 للمراسلات، وRICH للاتصالات، وAvailo لإدارة الحضور.

## الجوائز
في عام 2020، حصلت الشركة على جائزة "ابتكر" التي تُمنح للمنشآت الابتكارية في السعودية.
وفي عام 2021، فازت بجائزة التوطين، كما حصلت على جائزة بيئة العمل في 2022 من وزارة الموارد البشرية والتنمية الاجتماعية.
في عام 2022، فاز منتج Availo بجائزة الابتكار التعاوني كأفضل منتج ابتكاري في منتدى التقنية الرقمية.

## روابط خارجية
- الموقع الرسمي